# Іст-Юніон Тауншип (округ Скайлкілл, Пенсільванія)
Іст-Юніон Тауншип (англ. East Union Township) — селище (англ. township) в США, в окрузі Скайлкілл штату Пенсільванія. Населення — 1647 осіб (2020).

## Демографія
Згідно з переписом 2010 року, у селищі мешкало 1605 осіб у 687 домогосподарствах у складі 448 родин. Було 865 помешкань
Расовий склад населення:
| - 97,6 % — білих - 0,5 % — чорних або афроамериканців - 0,2 % — корінних американців - 0,1 % — азіатів |

До двох чи більше рас належало 0,7 %. Частка іспаномовних становила 1,6 % від усіх жителів.
За віковим діапазоном населення розподілялося таким чином: 19,5 % — особи молодші 18 років, 62,2 % — особи у віці 18—64 років, 18,3 % — особи у віці 65 років та старші. Медіана віку мешканця становила 45,9 року. На 100 осіб жіночої статі у селищі припадало 105,0 чоловіків;  на 100 жінок у віці від 18 років та старших — 100,3 чоловіків також старших 18 років.
Середній дохід на одне домашнє господарство  становив 57 938 доларів США (медіана — 49 135), а середній дохід на одну сім'ю — 67 919 доларів (медіана — 57 321). За межею бідності перебувало 12,7 % осіб, у тому числі 15,9 % дітей у віці до 18 років та 8,8 % осіб у віці 65 років та старших.
Цивільне працевлаштоване населення становило 682 особи. Основні галузі зайнятості: роздрібна торгівля — 23,5 %, виробництво — 19,6 %, освіта, охорона здоров'я та соціальна допомога — 14,1 %, будівництво — 9,7 %.